# Roberto Busa
Roberto Busa (Asiago, Vicenza megye, 1913. november 28. – Gallarate, Varese megye, 2011. augusztus 9.) olasz szerzetes, teológus és nyelvész. Nevéhez köthető az elektronikus adatfeldolgozás felhasználása a bölcsészettudományokban és az Index Thomisticus létrehozása.

## Élete
Roberto Busa ötgyerekes vasúti alkalmazott második gyermekeként jött a világra. Az általános iskolát Bozenben járta, majd tanulmányokat folytatott Veronában a Scipione Maffei és Bellunóban a Tiziano Vecellio nevű iskolákban. 1928-ban lépett be a bellunói papi szemináriumba, és katolikus teológiát tanult, többek között Albino Lucianival (a későbbi I. János Pál pápa). 1933-ban csatlakozott a jezsuita szerzetesrendhez, majd 1937-ben filozófiából, 1940-ben pedig katolikus teológiából diplomázott. 1941. május 30-án pappá szentelték. A második világháborúban 1940–1943 között katonai lelkész volt az olasz hadseregnél, később a partizánoknál.
1946-ban a Gregoriana Pápai Egyetemen Rómában doktori címet kapott a La Terminologia Tomistica dell'interiorità című munkájáért. A doktori disszertációja hatására lemmatizálták Aquinói Szent Tamás munkáit. Aquinói Szent Tamás munkáinak terjedelme és a lemmatizálás összetettsége miatt Busa együtt dolgozott Thomas J. Watsonnnal, az IBM alapítójával. A 40 évnek feltételezett munka az IBM-technikának köszönhetően csupán 7 évbe telt. Így jött létre az úgy nevezett Index Thomisticus, egy 56 kötetes mű, amely 70 000 oldalt foglal magában. Busa ezzel a számítógépes nyelvészet, szöveghermeneutika és a lexikográfia számítógépes felhasználásának egyik úttörőjévé vált, továbbá a későbbi információs technológiák használata a szövegelemzésre, a lexikográfia és az irodalom területén is az ő nevéhez köthető, amelyek a hiperszöveg, internet és Wikipédia előfutárának tekinthetők.
1949-ben az ontológia, teodicea és tudományos munka professzorának választották a Gregoriana Pápai Egyetemen. Ezen kívül Varese tartomány Gallarate nevű településén az Aloisianum nevű jezsuita szemináriumban is tevékeny volt. Tevékenységének köszönhetően jött létre a Centro Automazione Analisi Linguistica (CAAL), a Comitato Promotore és a Collegio d'Iniziativa. 1983-ban a CAAL-t az Associazione per la Computerizzazione delle Analisi Ermeneutiche e Lessicologiche (CAEL) követte. 1992-ben a Gregoriana filozófiai karán belül megalapította a Lexikográfia és Hermeneutika Iskolát (Scuola di Lessicografia ed Ermeneutica). A milánói Szent Szív Katolikus Egyetemen megalapította a Gruppo Interdisciplinare per le Ricerche della Computerizzazione dei Segni dell'Espressione-t (GIRCSE), és 1995–2000 között mesterséges intelligenciát és robotikát tanított. A Gregorianán utoljára számítógépes szövegelemzést és tomista hermeneutikát tanított.
Ő a Busa-díj névadója. 2005-ben az olasz miniszterelnök, Carlo Azeglio Ciampi az Olasz Köztársaság érdemrendjének nagykeresztjével (Cavaliere di Gran Croce) tüntette ki.

## Fordítás
- Ez a szócikk részben vagy egészben  a   Roberto Busa című német Wikipédia-szócikk ezen változatának fordításán alapul.  Az eredeti cikk szerkesztőit annak laptörténete sorolja fel. Ez a jelzés csupán a megfogalmazás eredetét és a szerzői jogokat jelzi, nem szolgál a cikkben szereplő információk forrásmegjelöléseként.

1. 1 2  Német Nemzeti Könyvtár: Integrált katalógustár (Németország) (német nyelven). Integrált katalógustár (Németország). (Hozzáférés: 2014. május 4.)
2. ↑  http://www.osservatoreromano.va/portal/dt?JSPTabContainer.setSelected=JSPTabContainer%2FDetail&last=false%3D&path=%2Fnews%2Fcultura%2F2011%2F184q11-Lettore-fermati----morto-padre-Busa.html&title=Lettore+fermati!+%C3%83%C2%88+morto+padre+Busa&locale=en#
3. ↑  Francia Nemzeti Könyvtár: BnF-források (francia nyelven)